# おたくのやどかり
おたくのやどかりは、東京都新宿区に本社を置く、日本の不動産会社。

## 概要
いわゆるおたくの客層に特化した不動産業者として2016年に法人化。それ以前は友人に対して賃貸物件紹介をしていたという。コスプレイヤーとのコラボレーション企画などがSNSで話題となり、年間の取り扱い件数は2100件を超えている。他の不動産業者にない特徴としてゲーマー向けにネットの回線速度や防音性を重視した物件紹介を行っている。

## 沿革
- 2023年5月10日、執行役員のやしろあずきを契約違反行為のため解任すると発表した[3]。